# Zingiber oligophyllum
Zingiber oligophyllum är en enhjärtbladig växtart som beskrevs av Karl Moritz Schumann. Zingiber oligophyllum ingår i släktet Zingiber och familjen Zingiberaceae. Inga underarter finns listade i Catalogue of Life.